# Cabeza de pelotón
Cabeza de pelotón (título original: Platoon Leader) es una película estadounidense de 1988 de Cannon Films dirigida por Aaron Norris y protagonizada por Michael Dudikoff y Michael DeLorenzo. Se basa libremente en las memorias de James R. McDonough del mismo nombre.

## Argumento
Durante la guerra de Vietnam un joven oficial, el teniente Jeffrey Knight, recién salido de West Point, es enviado a Vietnam. Tiene un campamento que está posicionado en un lugar alto y con ello un pelotón bajo su control. Su trabajo consiste en mantener el control del pueblo Tru Lan, que no está bajo el control del Vietcong, lo que les irrita por ser el único en la zona que no controlan a pesar de haberla infiltrado igual que las demás.  
Allí sus hombres, agotados y cínicos por la guerra, no le respetan, ya que no tiene experiencia, no sabe nada sobre la situación, en la que el Vietcong está por todas partes, ni sobre las tácticas enemigas. Sin embargo todo cambia cuando es herido en combate. Regresa convertido a causa de la experiencia en un mejor hombre y mejor oficial, al cual su tropa empieza a respetar y seguir y a quien sus superiores también empiezan a respetar.  
Consigue con sus hombres defender el lugar con su tropa con eficacia a pesar de la mala situación, las pérdidas y la mala moral que hay entre sus hombres hasta que un día los Vietcong lo destruyen cuando descubren que no pueden tomar el lugar. Durante ese tiempo el sargento McNamara, que instruyó a Knight en el lugar y que sufrió junto a él, y Knight se vuelven amigos. 
Finalmente, después de haber caído ambos heridos en combate, ellos deciden continuar con la lucha juntos una vez sanados en el hospital en el mismo lugar que defendieron en vez de ir a casa a pesar de ser una guerra infernal, prolongada, cruel en ambos bandos y dudosa, la cual McNamara califica como una guerra, en la que Estados Unidos intenta imponer sus creencias por la violencia sobre Vietnam, ya que no los quiere de forma pacífica. Ellos deciden actuar así solo por el mero hecho de que ambos se sienten protegidos y seguros estando juntos el uno al otro después de todo lo ocurrido.

## Reparto
- Michael Dudikoff - Teniente Jeffrey Knight
- Robert F. Lyons - Sargento Michael McNamara
- Michael DeLorenzo - Cabo Raymond Bacera
- Jesse Dabson - Cabo Joshua Parker
- Rick Fitts - Sargento Robert Hayes
- Tony Pierce - Cabo Jan Schultz
- Daniel Demorest - Cabo Duffy
- Brian Libby - Sargento 'Roach'
- Michael Rider - Cabo Don Pike
- William Smith - Mayor Flynn

## Producción
La obra cinematográfica fue filmada en Sudáfrica.